# A szolgálólány meséje (film)
A szolgálólány meséje (eredeti címe: The Handmaid's Tale) 1990-es amerikai filmdráma, amelyet Volker Schlöndorff rendezett. A forgatókönyvet Margaret Atwood azonos című regénye alapján Harold Pinter készítette. A főbb szerepekben Natasha Richardson, Faye Dunaway és Aidan Quinn. Először a 40. Berlini Nemzetközi Filmfesztiválon volt látható 1990. február 15-én. 1990. március 7-én mutatták be az Egyesült Államokban, Magyarországon 1991. október 18-tól volt látható a mozikban. A produkciót jórészt negatív kritikák érték, míg a történetből készült televíziós sorozat hatalmas siker volt.

## Cselekmény
A közeljövőben háború dúl a Gileadi Köztársaságban (korábban az Amerikai Egyesült Államok), és a környezetszennyezés miatt a lakosság 99%-a steril. Kate férjével és lányával megpróbál Kanadába emigrálni. A határőrség azonban feltartóztatja őket, és mikor nem akarnak visszafordulni, tüzet nyitnak. Kate férje az életét veszti, a lánya pedig eltűnik. Kate-et a hatóságok több más nővel együtt egy kiképző létesítménybe viszik, ahol szolgálólányoknak képzik ki őket, akik lényegében a meddő párok ágyasai. Kate ellenállása ellenére be is osztják őt a parancsnok, Fred és felesége, Serena Joy otthonába, és az Offred nevet kapja. 
Fred többször megerőszakolja a nőt, és abban reménykedik, hogy hamarosan gyermekáldás elé néz. Egy orvos azonban elárulja Kate-nek, hogy Gilead sok férfi vezetője maga is meddő. Serena Joy ráveszi Kate-et, hogy szeretkezzen egy másik férfival, cserébe elárulja a nőnek, hogy a kislánya még él, és fényképet ad róla. Kate megtudja, hogy a lánya is egy parancsnok háztartásában él. A Serena Joy által kiválasztott férfi végül Fred sofőrje, Nick lesz, akihez Kate vonzódik és hamarosan teherbe esik.
Kate végül megöli Fredet, és elmenekül az ellenállási mozgalom katonáival. Nick és ő kénytelenek búcsút venni egymástól. Kate ismét szabad, és egy lakókocsiban él várandósan. Abban a reményben, hogy újra találkoznak majd Nickkel, a lázadók segítségével a lányát akarja megkeresni.

## Szereplők
| Szerep           | Színész              | Magyar hang         |
| ---------------- | -------------------- | ------------------- |
| Kate             | Natasha Richardson   | Rudolf Teréz        |
| Serena Joy       | Faye Dunaway         | Borbás Gabi         |
| Nick             | Aidan Quinn          | Kálloy Molnár Péter |
| Moira            | Elizabeth McGovern   | Varga Klári         |
| Lydia néni       | Victoria Tennant     | Frajt Edit          |
| parancsnok       | Robert Duvall        | Szersén Gyula       |
| Ofglen           | Blanche Baker        |                     |
| Janine/Ofwarren  | Traci Lind           |                     |
| Luke, Kate férje | Reiner Schöne        |                     |
| Dick             | Robert D. Raiford    |                     |
| őr               | Muse Watson          |                     |
| tévébemondó      | Bill Owen            |                     |
| orvos            | David Dukes          |                     |
| Jill, Kate lánya | Blair Nicole Struble |                     |

## Fogadtatás

### Kritikai visszhang
A filmet általánosságban negatív kritikák érték. A Rotten Tomatoeson 32%-os minősítést ért el 22 értékelés alapján. Owen Gleiberman az Entertainment Weeklytől azt írta: „A szolgálólány meséje egy érzékenységre törekvő traktátus - még a saját embergyűlöletének bátorsága is hiányzik belőle.” Jason Bailey a Flavorwire-tól azt írta: „A '90-es évek eleje a politikai filmművészet szempontjából sem volt éppen erős időszak, és az erkölcsi többség hatása - amely Atwood szövegében olyan világosan érezhető - nem volt olyan hangsúlyos a Bush I. Fehér Házban, mint Reaganéban. De sajnos most már biztosan az.” Roger Ebert azt írta: „A film végén nagy témák és mély gondolatok, valamint a jó szándékok elsodródása tudatosul bennünk.”
A Metacritic 53 pontot ért el a 100-ból 24 vélemény alapján. Janet Maslin a New York Timestól azt írta: „Az udvarias apróságokra való ördögi odafigyelésével, a bőséges szajhaságával, a szolgálólányok elnyomásának elítélésével és termékenységük hallgatólagos ünneplésével A szolgálólány meséje egy ravasz, bár abszurd elrettentő történet, amely sokféle rezonanciát kelt.” Rita Kempley a Washington Posttól azt írta: „Ha a film a jó öreg, mocskos, mérgező Amerika és a romlott Gileád között áll, áldott legyen. De sajnos nem valószínű, hogy a megtérteknek tetszeni fog, még kevésbé a jóhiszemű kénkőfalóknak. És nem lehet nem elgondolkodni azon, hogy miért nem egy nő rendezte ezt a filmet, amely arról szól, hogy a nőket a férfiak uralják.” Dave Kehr a Chicago Tribune-től azt írta: „A film őrülten, kényszeresen túlszabályozott, a gyászos tempótól kezdve az érintetlen piros-fehér-kék színvilágig; azok a pillanatok, amikor elveszíti méltóságát, ellenállhatatlanul komikusak, és ebben a komor kontextusban végtelenül értékesek.”

### Bevétel adatai
A Box Office Mojo szerint a film 4,9 millió dolláros bevételt ért el, a költségvetésről nincs adat.